# Пеньківка (Турбівська селищна громада)
Пеньківка (у 1947—2016 — Свердлівка) — село в Україні, у Турбівській селищній громаді Вінницького району Вінницької області. Населення становить 353 особи. До 2020 підпорядковувалося Козинецькій сільській раді.
12 травня 2016 року відновлено історичну назву села.

## Населення

### Мова
Розподіл населення за рідною мовою за даними перепису 2001 року:
| Мова       | Кількість | Відсоток |
| ---------- | --------- | -------- |
| українська | 352       | 99.72%   |
| білоруська | 1         | 0.28%    |
| Усього     | 353       | 100%     |

## Відомі люди
- Панчук Федір Васильович — український художник

## Галерея

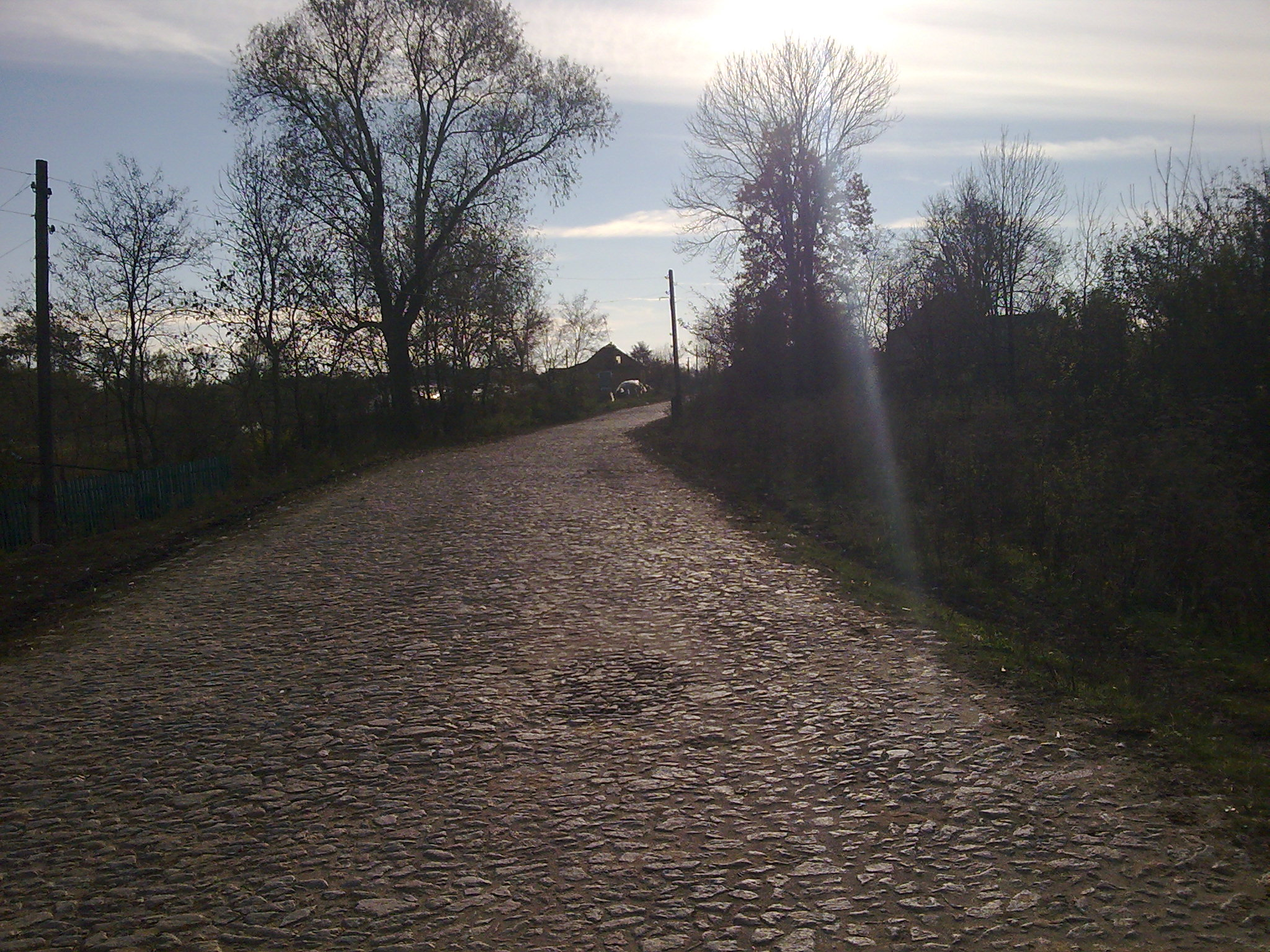
Центральна вулиця в селі
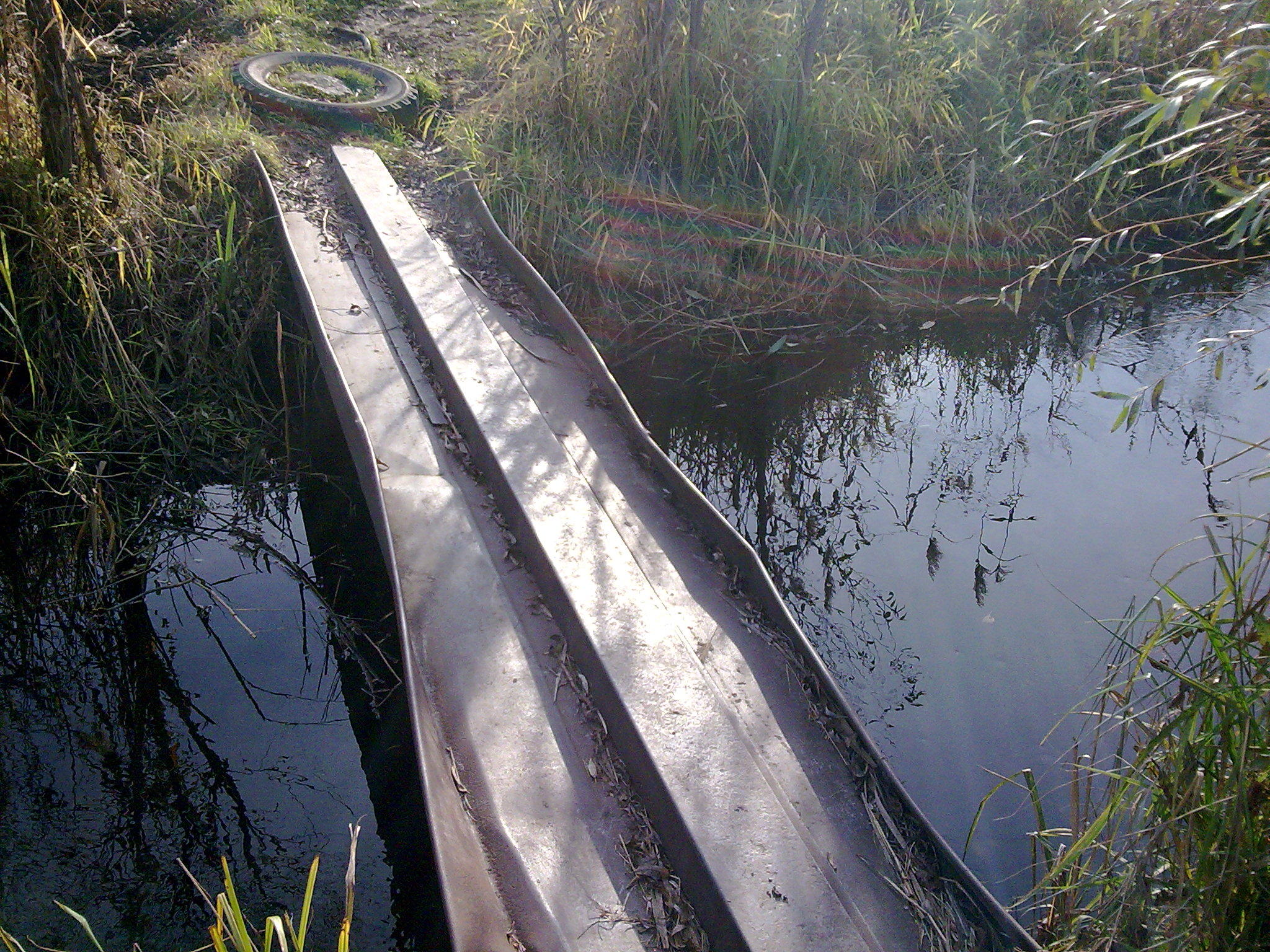
Пішохідний місток через річку
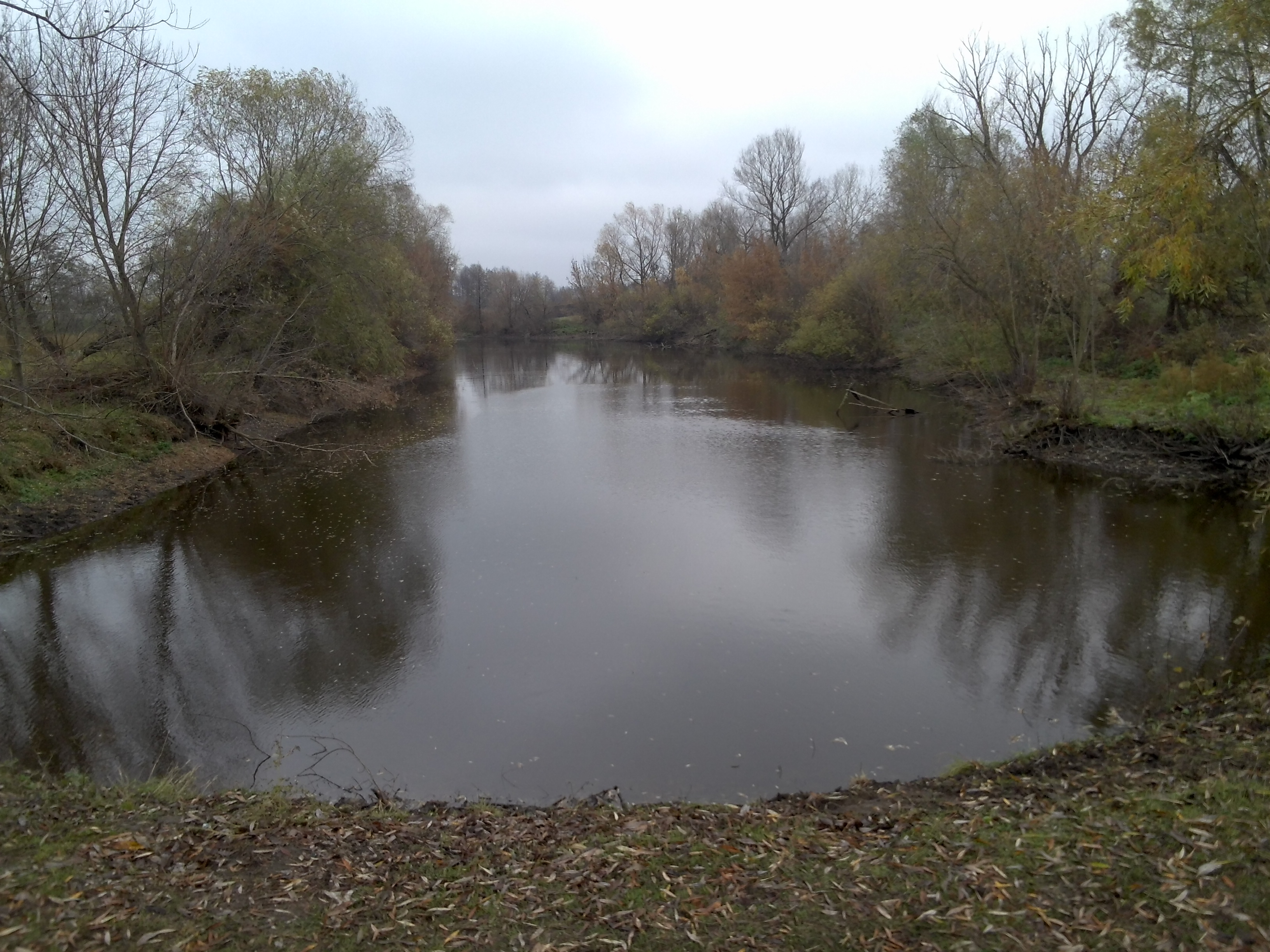
Ставок
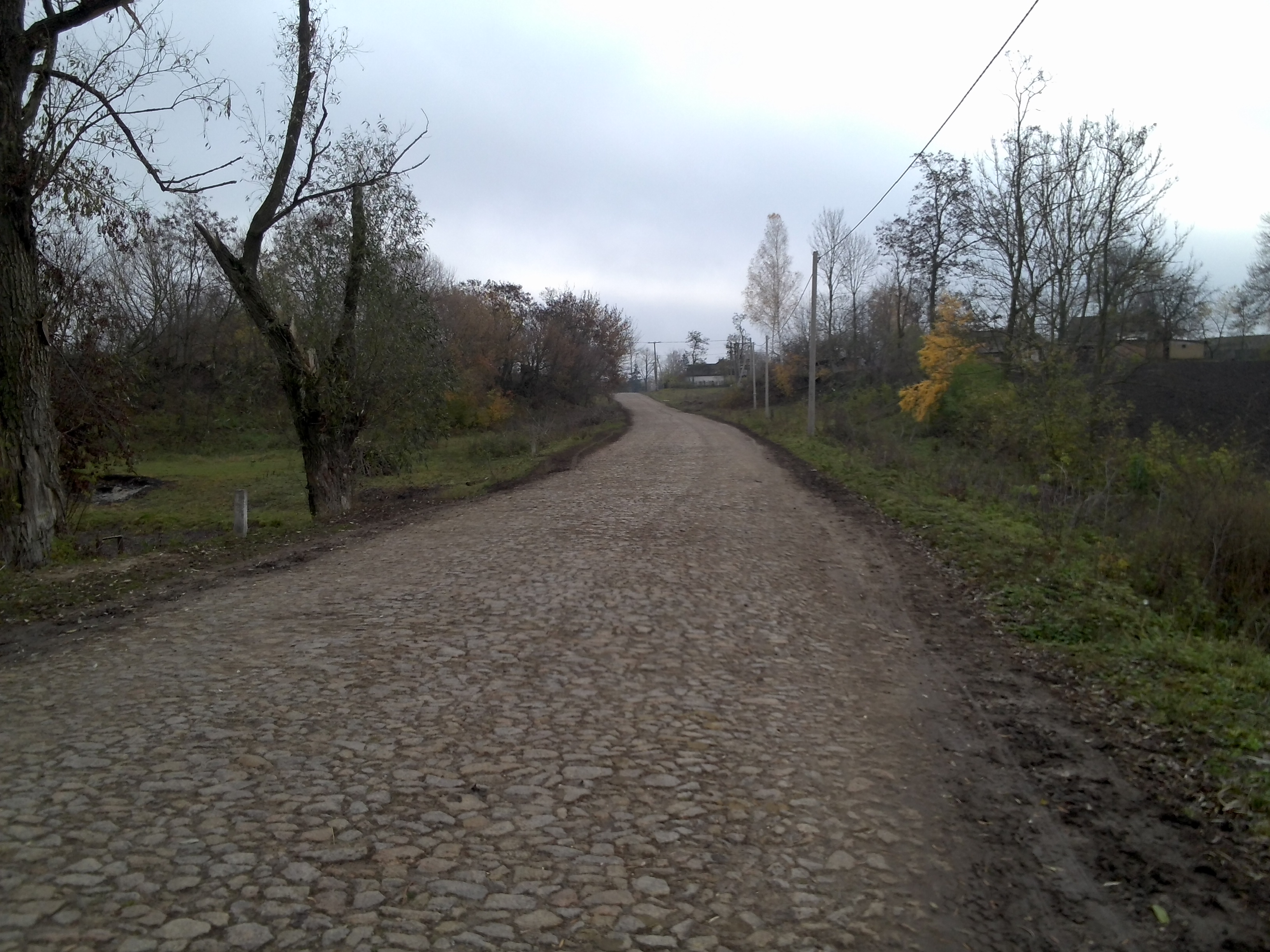
Дорога в селі
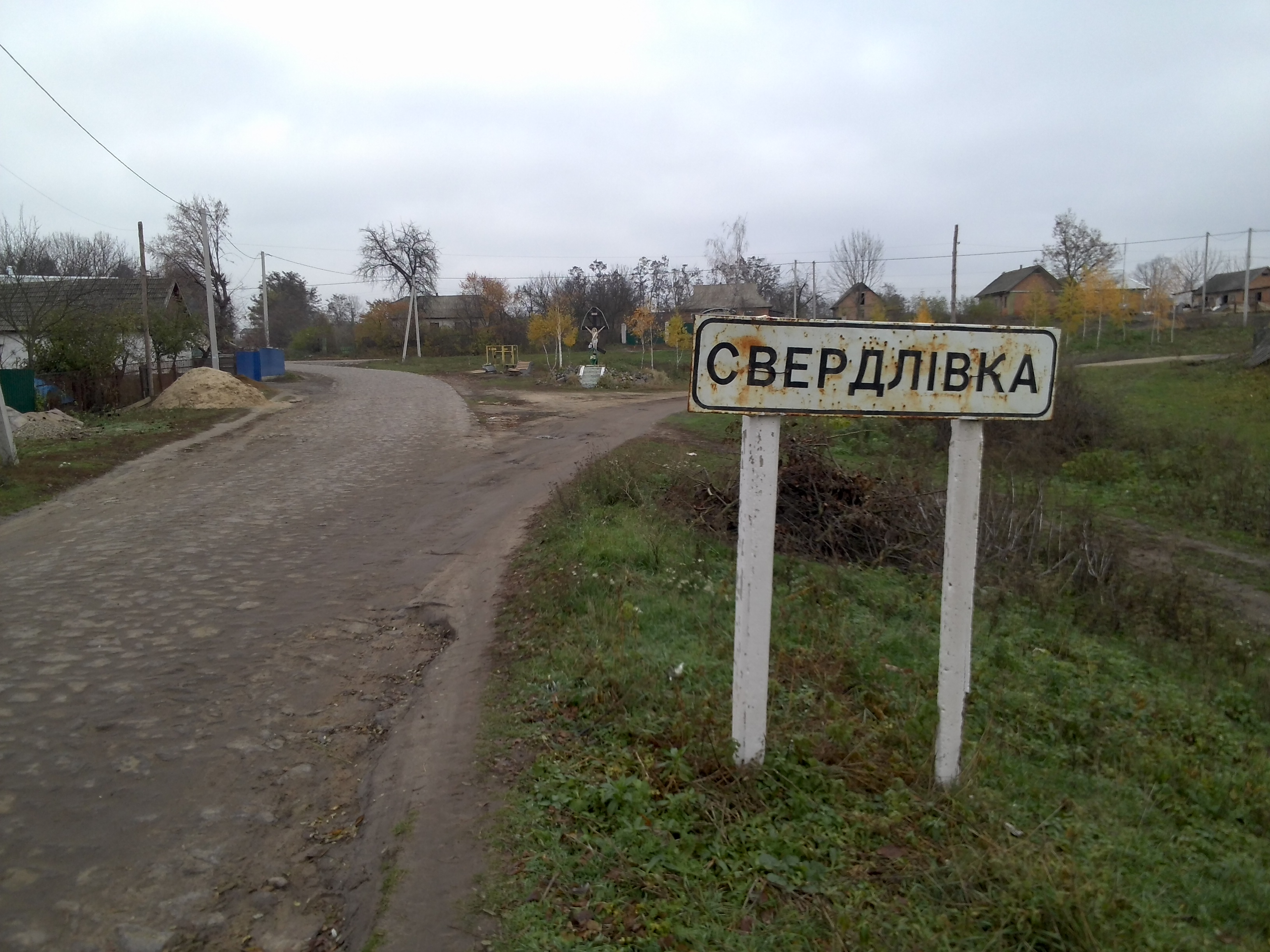
Знак при в'їзді у село
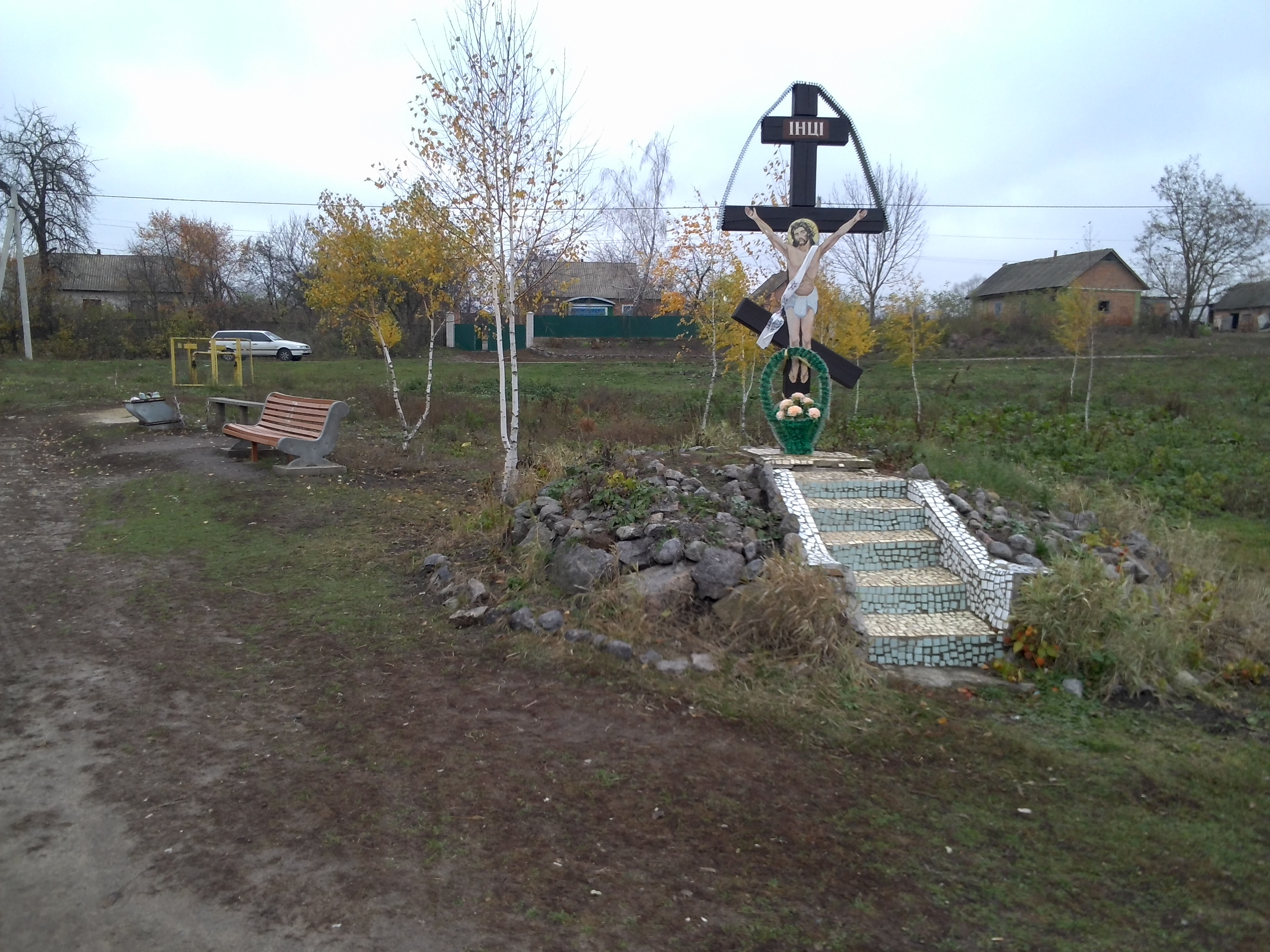
Хрест на початку села
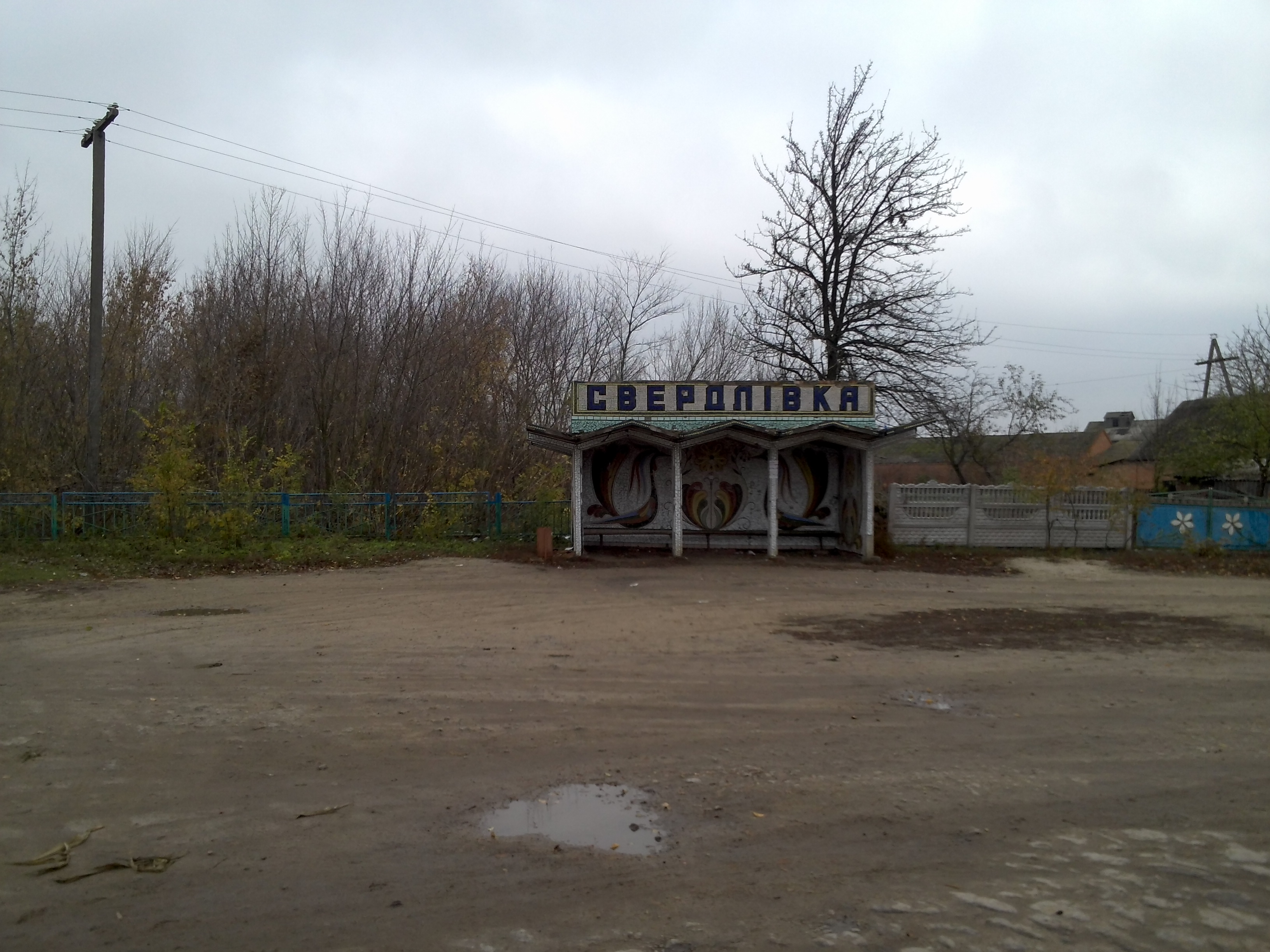
Автобусна зупинка
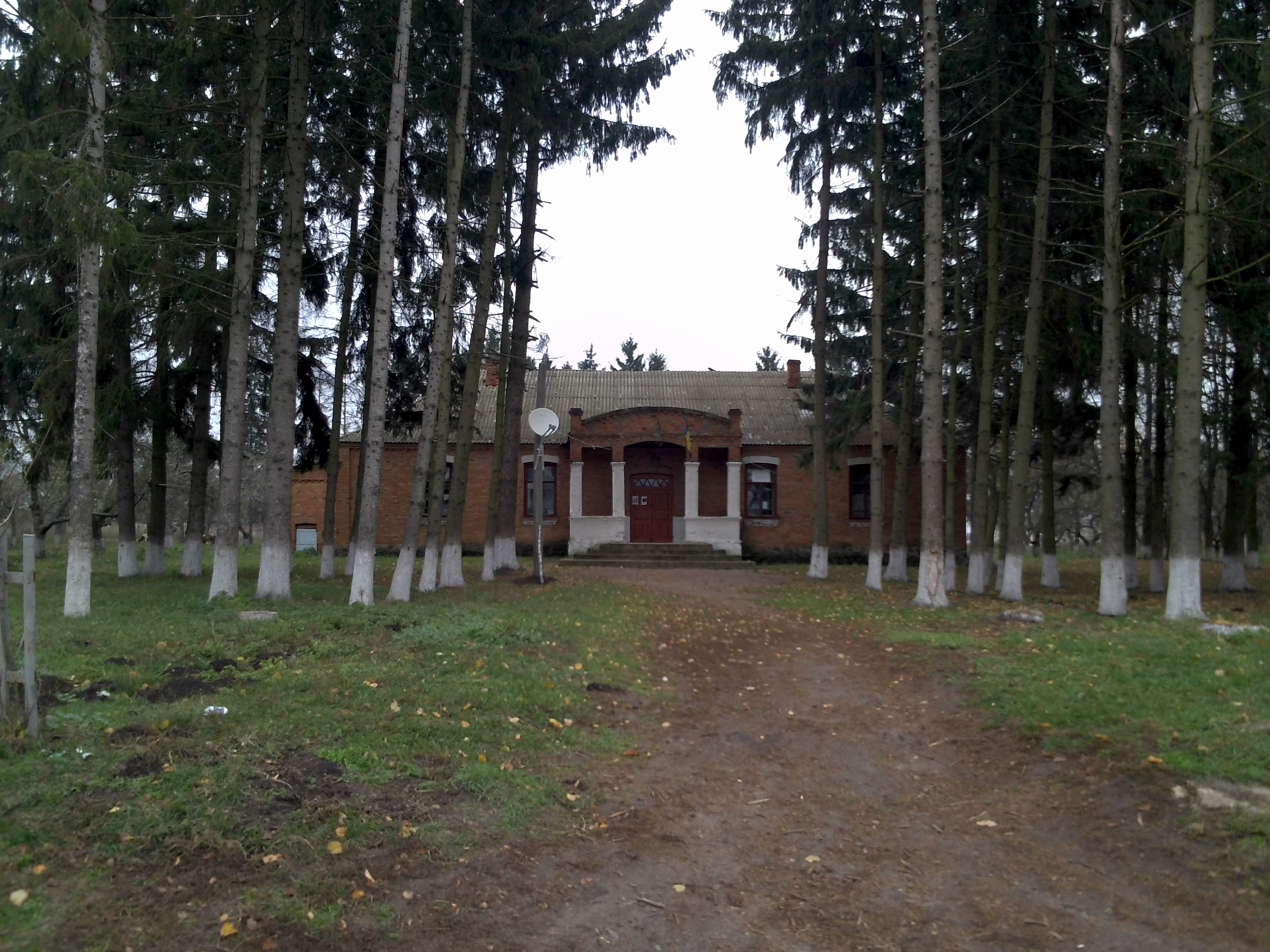
Будинок культури
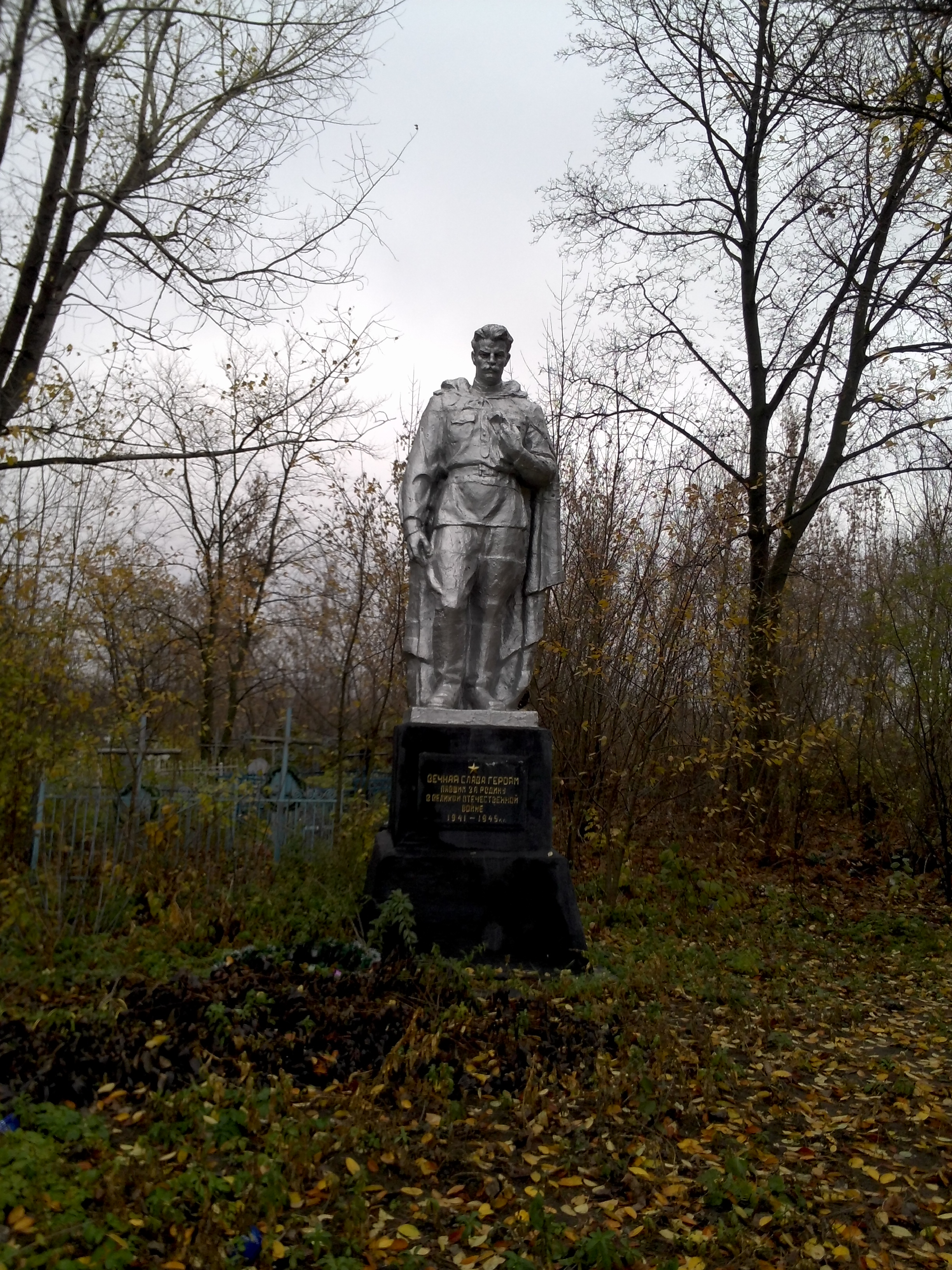
Братська могила
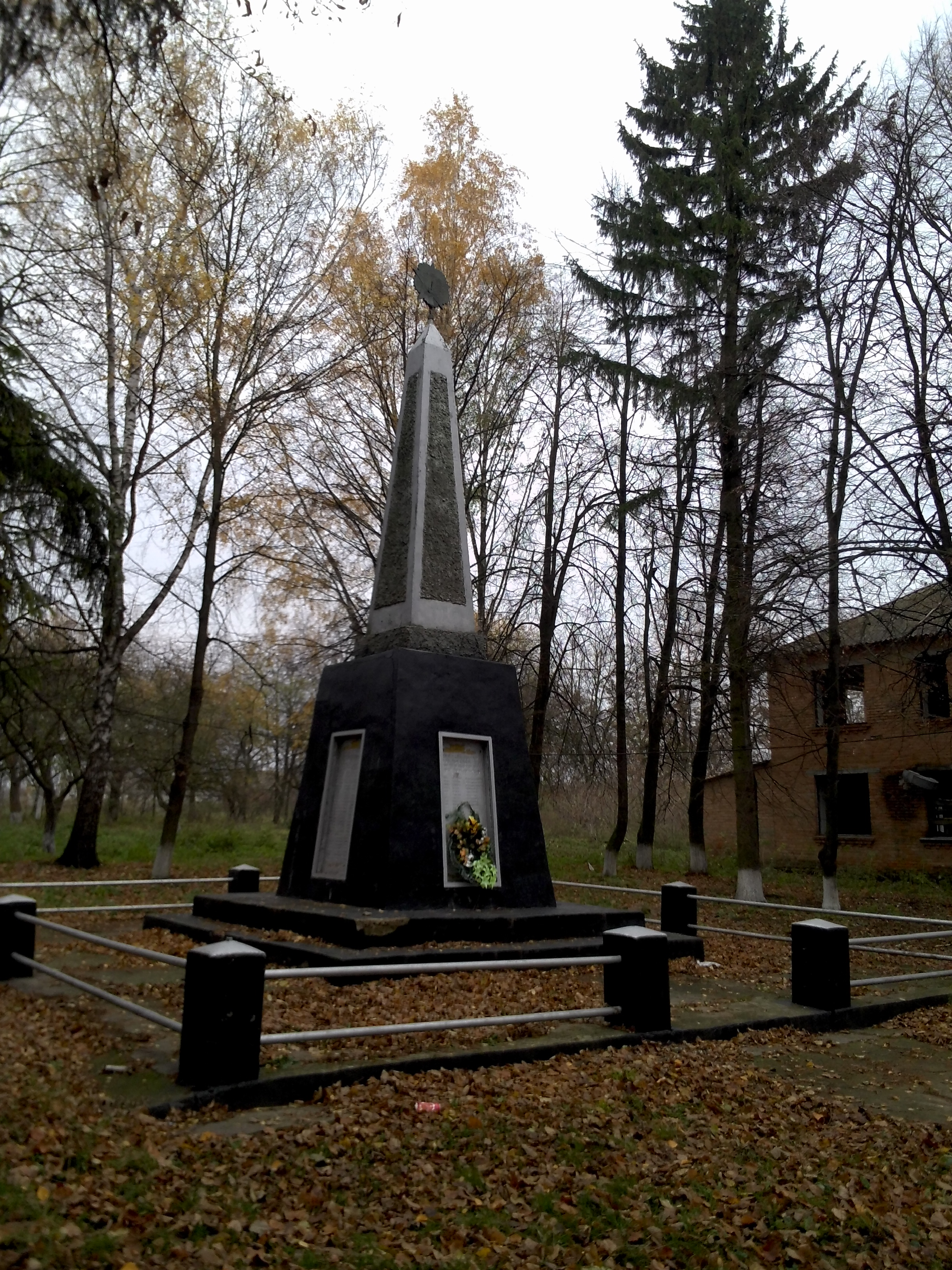
Пам'ятник воїнам-односельчанам
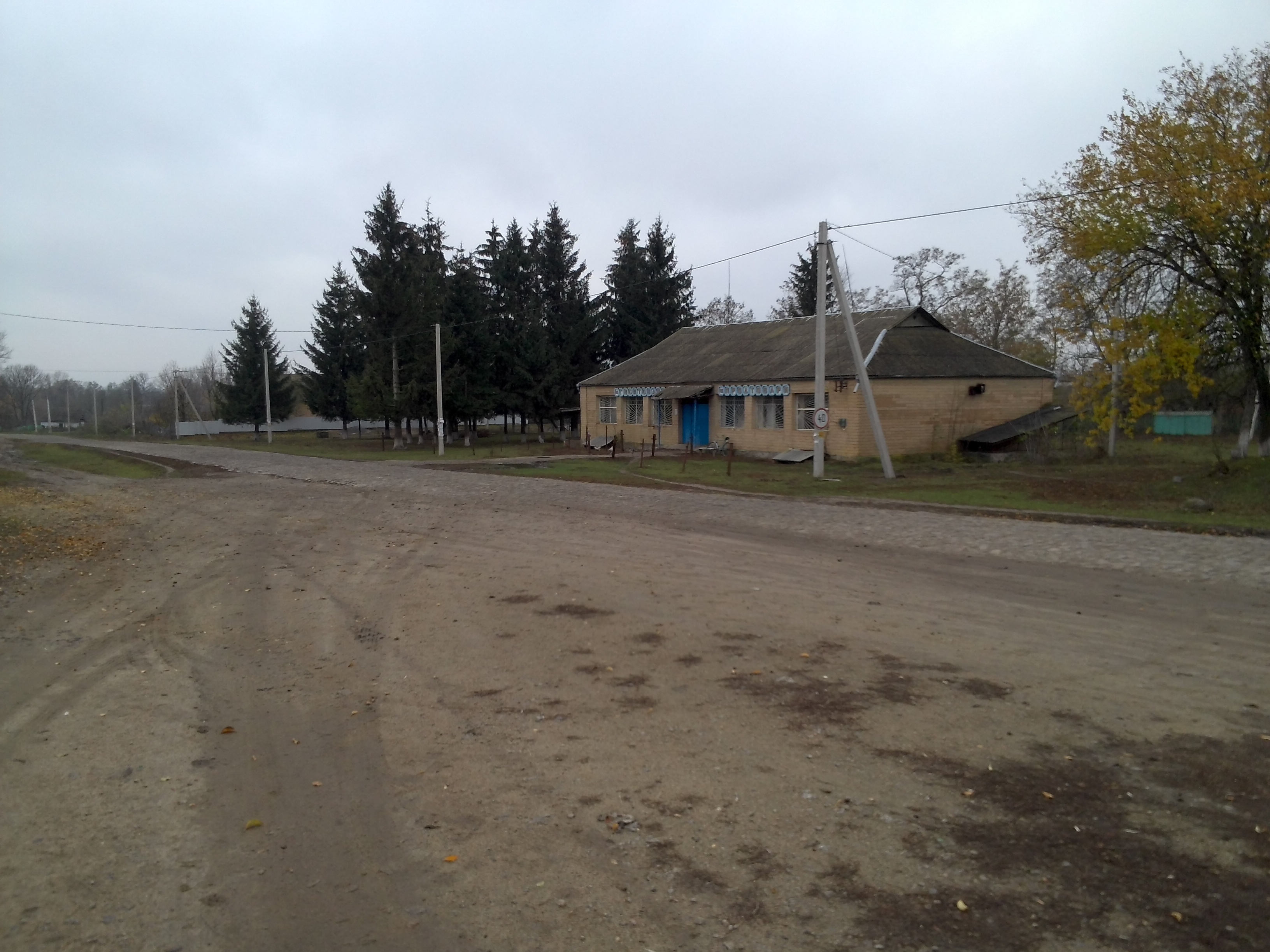
У центрі села

.